# Małgorzata Sobańska
Małgorzata Sobańska (née le 25 avril 1969 à Poznań) est une athlète polonaise, spécialiste des courses de fond.

## Biographie
En 1995, elle remporte le Marathon de Londres dans le temps de 2 h 27 min 43, et se classe par ailleurs quatrième des Championnats du monde, à Göteborg. 

### Palmarès
| Date | Compétition           | Lieu     | Résultat | Épreuve  | Performance     |
| ---- | --------------------- | -------- | -------- | -------- | --------------- |
| 1995 | Marathon de Londres   | Londres  | 1re      | Marathon | 2 h 27 min 43 s |
| 1995 | Championnats du monde | Göteborg | 4e       | Marathon | 2 h 31 min 10 s |
| 1996 | Jeux olympiques       | Atlanta  | 11e      | Marathon | 2 h 31 min 52 s |
| 1998 | Marathon de Cologne   | Cologne  | 1re      | Marathon | 2 h 29 min 39 s |
| 2000 | Marathon de Cologne   | Cologne  | 1re      | Marathon | 2 h 28 min 42 s |
| 2000 | Marathon de Tokyo     | Tokyo    | 4e       | Marathon | 2 h 27 min 52 s |
| 2001 | Marathon de Boston    | Boston   | 2e       | Marathon | 2 h 30 min 42 s |
| 2001 | Marathon de Chicago   | Chicago  | 4e       | Marathon | 2 h 26 min 08 s |
| 2001 | Marathon de Tokyo     | Tokyo    | 5e       | Marathon | 2 h 27 min 01 s |
| 2004 | Jeux olympiques       | Athènes  | 17e      | Marathon | 2 h 36 min 43 s |
| 2006 | Marathon de Toronto   | Toronto  | 1re      | Marathon | 2 h 34 min 32 s |
| 2008 | Marathon de Varsovie  | Varsovie | 1re      | Marathon | 2 h 31 min 20 s |

### Records
| Épreuve  | Performance    | Lieu    | Date           |
| -------- | -------------- | ------- | -------------- |
| Marathon | 2 h 26 min 8 s | Chicago | 7 octobre 2001 |